# Älgtjärnen (Edefors socken, Norrbotten, 733367-174925)
Älgtjärnen är en sjö i Bodens kommun i Norrbotten och ingår i Luleälvens huvudavrinningsområde.